# Storm World Tour
Storm World Tour fue una gira mundial de la cantante Tarja Turunen, que se inició el 7 de mayo de 2008 en Colonia, Alemania. El tour se realizó con motivo de presentar su disco My Winter Storm. Contó con varios brazos que la llevaron de gira durante 2008 y gran parte de 2009 por varias ciudades de Europa y América (tanto del norte como del sur y central).

## Lista de canciones
| My Winter Storm - I Walk Alone - Lost Northern Star - Seekin for the Reign - The Reign - The Escape of the Doll - My Little Phoenix - Die Alive - Boy and the Ghost - Sing for Me - Oasis - Poison (Alice Cooper cover) - Our Great Divide - Damned and Divine - The Seer - Minor Heaven - Ciarán's Well - Calling Grace - Enough - Wisdom of Wind What Lies Beneath - In for a Kill - Montañas de Silencio - If You Believe - Tired of Being Alone The Brightest Void - Witch Hunt | Angels Fall First - Angels Fall First Oceanborn - Passion and the Opera - Walking in the Air (Howard Blake) - Sleeping Sun Wishmaster - She is my Sin - The Kinslayer - Wishmaster - Deep Silent Complete Over the Hills and Far Away - Over the Hills and Far Away (Gary Moore) Century Child - The Phantom of the Opera (Andrew Lloyd Webber) Once - Nemo - Dead Gardens - Symphony of Destruction (Megadeth) Henkäys Ikuisuudesta - You Would Have Loved This (Cori Connors) |

## Fechas del Tour
| Europa                               |                   |                   |                                          |
| 25 de noviembre de 2007              | Berlín            | Alemania          | Columbia-Club                            |
| 27 de noviembre de 2007              | Budapest          | Hungría           | Petöfi Hall                              |
| 2 de diciembre de 2007               | Moscú             | Rusia             | Club B1                                  |
| 8 de diciembre de 2007               | Kouvola           | Finlandia         | Sami Hyypiä Arena                        |
| 10 de diciembre de 2007              | Colonia           | Alemania          | Live Music Hall                          |
| 11 de diciembre de 2007              | París             | Francia           | Élysée-Montmartre                        |
| 13 de diciembre de 2007              | Ámsterdam         | Países Bajos      | Melkweg                                  |
| 15 de diciembre de 2007              | Atenas            | Grecia            | Club Fuzz                                |
| 18 de diciembre de 2007              | Zúrich            | Suiza             | Club X-tra                               |
| 20 de diciembre de 2007              | Londres           | Reino Unido       | Electric Ballroom                        |
| Storm in Europe (Europa)             |                   |                   |                                          |
| 7 de mayo de 2008                    | Colonia           | Alemania          | E-Werk                                   |
| 9 de mayo de 2008                    | Leipzig           | Alemania          | Wave-Gotik-Treffen                       |
| 11 de mayo de 2008                   | Zlín              | República Checa   | Hala Novesta                             |
| 12 de mayo de 2008                   | Varsovia          | Polonia           | Klub Stodola                             |
| 14 de mayo de 2008                   | Wiesbaden         | Alemania          | Schlachthof                              |
| 17 de mayo de 2008                   | Múnich            | Georg-Elser-Halle |                                          |
| 18 de mayo de 2008                   | Zúrich            | Suiza             | Rohstofflager                            |
| 20 de mayo de 2008                   | Graz              | Austria           | Orpheum                                  |
| 21 de mayo de 2008                   | Milán             | Italia            | Club Alcatraz                            |
| 23 de mayo de 2008                   | Filderstadt       | Alemania          | Filharmonie                              |
| 24 de mayo de 2008                   | Hamburgo          | Alemania          | Docks Club                               |
| 27 de mayo de 2008                   | Malmö             | Suecia            | Kultur Bolaget                           |
| 28 de mayo de 2008                   | Oslo              | Noruega           | Rockefeller                              |
| 30 de mayo de 2008                   | Gotemburgo        | Suecia            | Trädgårn                                 |
| 1 de junio de 2008                   | Estocolmo         | Suecia            | Tyrol                                    |
| 3 de junio de 2008                   | Helsinki          | Finlandia         | Tavastia                                 |
| Tormenta en América (América)        |                   |                   |                                          |
| 14 de agosto de 2008                 | Monterrey         | México            | Café Iguana                              |
| 14 de agosto de 2008                 | México, D. F.     | México            | Circo Volador                            |
| 17 de agosto de 2008                 | Zapopan           | México            | Teatro Estudio Cavaret                   |
| 20 de agosto de 2008                 | Bogotá            | Colombia          | Downtown Majestic                        |
| 23 de agosto de 2008                 | São Paulo         | Brasil            | Credicard Hall                           |
| 24 de agosto de 2008                 | Curitiba          | Brasil            | Hellooch                                 |
| 26 de agosto de 2008                 | Porto Alegre      | Brasil            | Bar Opinião                              |
| 28 de agosto de 2008                 | Fortaleza         | Brasil            | Ceará in Rock                            |
| 30 de agosto de 2008                 | Belo Horizonte    | Brasil            | Lapa MultShow                            |
| 31 de agosto de 2008                 | Río de Janeiro    | Brasil            | Canecão                                  |
| 3 de septiembre de 2008              | Santiago de Chile | Chile             | Teatro Caupolicán                        |
| 6 de septiembre de 2008              | Buenos Aires      | Argentina         | Estadio Pepsi Music                      |
| Storm Returns to Europe + (Europa)   |                   |                   |                                          |
| 18 de octubre de 2008                | Wieze             | Bélgica           | Oktoberhallen                            |
| 19 de octubre de 2008                | Esch-sur-Alzette  | Luxemburgo        | Rockhal Club                             |
| 21 de octubre de 2008                | Praga             | República Checa   | Incheba Arena                            |
| 22 de octubre de 2008                | Ostrava           | República Checa   | Bonver Arena                             |
| 24 de octubre de 2008                | Bratislava        | Eslovaquia        | Simabac Arena                            |
| 25 de octubre de 2008                | Košice            | Eslovaquia        | Cassosport Hall                          |
| 27 de octubre de 2008                | Belgrado          | Serbia            | SKC                                      |
| 28 de octubre de 2008                | Sofía             | Bulgaria          | Festivalna Hall                          |
| 31 de octubre de 2008                | Tel Aviv          | Israel            | Exhibition Grounds Hall 11               |
| 3 de noviembre de 2008               | Kiev              | Ucrania           | CKM NAU                                  |
| 4 de noviembre de 2008               | Minsk             | Bielorrusia       | SportPalace de Minsk                     |
| 6 de noviembre de 2008               | Moscú             | Rusia             | B1 Club                                  |
| 8 de noviembre de 2008               | Samara            | Rusia             | MTL Arena                                |
| 19 de noviembre de 2008              | Kouvola           | Finlandia         | Kuusankoski Kirkko                       |
| 28 de noviembre de 2008              | Helsinki          | Finlandia         | Vanha Kirkko                             |
| 29 de noviembre de 2008              | Tampere           | Finlandia         | Tuomio Kirkko                            |
| 13 de diciembre de 2008              | Düsseldorf        | Alemania          | ISS Dome                                 |
| Tormenta regresa a América (América) |                   |                   |                                          |
| 29 de abril de 2009                  | Nueva York        | Estados Unidos    | Fillmore Irving Plaza                    |
| 1 de mayo de 2009                    | Montreal          | Canadá            | Le Medley                                |
| 2 de mayo de 2009                    | Toronto           | Canadá            | Opera House de Toronto                   |
| 4 de mayo de 2009                    | Chicago           | Estados Unidos    | House of Blues Chicago                   |
| 7 de mayo de 2009                    | San Francisco     | Estados Unidos    | Regency Center                           |
| 8 de mayo de 2009                    | Los Ángeles       | Estados Unidos    | House of Blues Los Ángeles               |
| 16 de mayo de 2009                   | México, D. F.     | México            | Circo Volador                            |
| 20 de mayo de 2009                   | Caracas           | Venezuela         | Anfiteatro del Centro Sambil             |
| 23 de mayo de 2009                   | Buenos Aires      | Argentina         | El Teatro de Flores                      |
| 24 de mayo de 2009                   | Buenos Aires      | Argentina         | El Teatro de Flores                      |
| 26 de mayo de 2009                   | Buenos Aires      | Argentina         | La Trastienda Club                       |
| 27 de mayo de 2009                   | Buenos Aires      | Argentina         | La Trastienda Club                       |
| Summer Storm (Europa)                |                   |                   |                                          |
| 20 de junio de 2009                  | Budapest          | Hungría           | Petöfi Hall                              |
| 22 de junio de 2009                  | Bucarest          | Rumanía           | Palace Hall                              |
| 24 de junio de 2009                  | Žiar nad Hronom   | Eslovaquia        | MSK Centrum                              |
| 26 de junio de 2009                  | Zaragoza          | España            | Festival Metalway                        |
| 28 de junio de 2009                  | Milán             | Italia            | Gods of Metal                            |
| 30 de junio de 2009                  | Pratteln          | Suiza             | Z7                                       |
| 18 de julio de 2009                  | Vasa              | Finlandia         | Rockperry Festival                       |
| 21 de julio de 2009                  | Saarbrücken       | Alemania          | Garage Saarbrücken                       |
| 22 de julio de 2009                  | Viena             | Austria           | Szene                                    |
| 24 de julio de 2009                  | Malá Skála        | República Checa   | Festival Benátská Noc                    |
| 25 de julio de 2009                  | Szymany           | Polonia           | Hunterfest (Aeropuerto Szczytno-Szymany) |
| 2 de agosto de 2009                  | Kiev              | Ucrania           | Global East Rock Festival                |
| Final Storm Tour (Europa)            |                   |                   |                                          |
| 19 de septiembre de 2009             | Arcen             | Países Bajos      | Elf Fantasy Fair                         |
| 20 de septiembre de 2009             | Bremen            | Alemania          | Aladin Bremen                            |
| 22 de septiembre de 2009             | Hanóver           | Alemania          | Capitol Hanóver                          |
| 23 de septiembre de 2009             | Berlín            | Alemania          | Fritz Club                               |
| 26 de septiembre de 2009             | Barcelona         | España            | Salamandra 1                             |
| 27 de septiembre de 2009             | Madrid            | España            | Sala Riviera                             |
| 29 de septiembre de 2009             | Pratteln          | Suiza             | Z7                                       |
| 30 de septiembre de 2009             | Ludwigsburg       | Alemania          | RockFabrik                               |
| 2 de octubre de 2009                 | Múnich            | Alemania          | Muffathalle                              |
| 3 de octubre de 2009                 | Ingolstadt        | Alemania          | OhRakel                                  |
| 5 de octubre de 2009                 | Bolonia           | Italia            | Estragon                                 |
| 6 de octubre de 2009                 | Zagreb            | Croacia           | Tvornica Kulture                         |
| 8 de octubre de 2009                 | Estambul          | Turquía           | Jolly Joker                              |
| 10 de octubre de 2009                | Atenas            | Grecia            | Club Gagarin 205                         |
| 11 de octubre de 2009                | Salónica          | Grecia            | Teatro Principal Club                    |
| 12 de octubre de 2009                | Sofía             | Bulgaria          | Festival Arena Muzika                    |
| 14 de octubre de 2009                | Liubliana         | Eslovenia         | Zavod Tivoli Halle                       |
| 16 de octubre de 2009                | Pardubice         | República Checa   | Mala Cez Arena Pardubice                 |
| 18 de octubre de 2009                | Wieze             | Bélgica           | OktoberHallen                            |
| 18 de octubre de 2009                | Londres           | Reino Unido       | O2 Academy Islington                     |